# Переяславський кінно-єгерський полк (1783)
Переяславський кінно-єгерський полк —кавалерійський полк російської імператорської армії що існував в 1783-1796 роках. 

## Історія
28 червня 1783 року наказано з українських козаків сформувати 6-ескадронні Переяславський кінний полк Малоросійської кінноти і Лубенський кінний полк Малоросійської кінноти.
9 лютого 1784 року обидва полки перейменовані в "Переяславський карабінерний полк" і "Лубенський карабінерний полк". У кожному полку велено мати штандарти: по одному білому та п'ять кольорових.
У 1788 році в ході російсько-турецької війни обидва полки надані до Української армії.
6 червня 1789 року обидва ці полки з'єднані в один 12-ескадронний полк, найменований "Переяславський кінно-єгерський полк".
26 травня 1790 року наказано виділити два ескадрони (колишні 6 колишніх карабінерних полків) на сформування Київського кінно-єгерського полку. Сам Переяславський кінно-єгерський полк приведений до 10-ескадронного складу.
Під час придушення польського повстання 1794 року полк брав участь у боях 6 вересня у Крупчіц, 8 вересня - у Терасполя, 24 жовтня – у битві за Прагу (1794) .

### Скасування полка
29 листопада 1796 року полк наказано розформувати, а чини розподілити по полках: Астраханському драгунському, лейб-Кірасирському і Гусарського генерала від кавалерії Дуніна.